# Круковський Станіслав Вікторович
Станіслав Вікторович Круковський (рос. Станислав Викторович Круковский; 12 червня 1991 — 2 липня 2024, Запорізька область, Україна) — російський офіцер, майор ФСБ. Герой Російської Федерації.

## Біографія
Закінчив Московське суворовське військове училище і оперативний факультет Калінінградського прикордонного інституту ФСБ. Після закінчення інституту з серпня 2013 року служив у відділі ФСБ по 31-й дивізії підводних човнів Підводних сил Північного флоту в Гаджієво. З листопада 2018 року — старший оперуповноважений військової контррозвідки 177-го окремого полку морської піхоти в Каспійську. Учасник інтервенції в Сирію.
З 24 лютого 2022 року у складі свого полку брав участь у вторгненні в Україну. Спочатку служив в тилу, проте з червня 2024 року брав участь у боях на Краматорському напрямку. Загинув на Запорізькому напрямку внаслідок удару FPV-дрона.

## Нагороди
- Медаль Суворова
- Інші медалі
- Звання «Герой Російської Федерації» (29 жовтня 2024, посмертно)